# Вчолі (герб)
Вчолі (Лембно, Пчелич, Шахівниця, Щеля, Вчеля, Вщелє, Вщеліц, Лебен, Земста, пол. Wczele, Łębno, Pczelicz, Szachownica, Szczela, Wczela, Wszczele, Wszczelic, Leben, Zemsta) — шляхетський герб, що використовувався в Речі Посполитій.

## Опис герба
Щит являє собою золото-срібну шахівницю. В клейноді чорношкіра дівчина (негритянка) із такою ж шахівницею, в срібній сукні та такою ж пов'язкою на волоссі й з короною на голові.
Намет золотий, підбитий сріблом.
Герб цей існує в кількох варіантах кольору шахівниці: срібно-червона, чорно-золота і блакитно-срібна. Деякі родини вживають герб із чоловіком у клейноді.
Герб Вчолі порушує принцип тінктур, що забороняє класти метал на метал і колір на колір. Проте є думка, що принцип тінктур не стосується сусідніх полів, а лише фігур у полях.

## Найбільш ранні згадки
- 1368 рік — печатка Чеми з Власцейовиць, старости серадзького;
- 1401 рік — найдавніша згадка про герб в судових записах.

## Гербова легенда
Кожен герб мав свою власну, що йде з давніх переказів та міфів легенду. На основі стародавніх міфів та/або герба і клейноду вона роз'яснювала походження герба і роду. Марек Дервіх в книзі «Герби, легенди, стародавні міфи» цитує за «Гніздом чесноти» Папроцького легенду герб Вчолі.
За нею предок роду брав участь у Першому хрестовому поході. Під час облоги Єрусалима сарацинська принцеса викликала лицарів на шаховий поєдинок. Переможець мав право щосили вдарити супротивника шахівницею «в лоба» (пол. w łeb) — звідси й друга назва герба: ŁĘBNO. Аналогічно WCZELE походить від удару «в чоло».
За іншою версією, прабатьком роду був сілезець Голуб (пол. Hołub), який під час своїх подорожей потрапив до двору мавританського короля (Північна Африка). Донька монарха викликала його на поєдинок на описаних вище принципах. Голуб вдарив її по голові так сильно, що зламав шахівницю, за що від батька принцеси отримав герб.

## Роди
Список був складений на основі достовірних джерел, особливо класичних і сучасних гербовників. Звертаємо вашу увагу на часте явище самопризначення гербів шляхтичами, особливо важкі в режимі легітимізації шляхетства, що було потім збережено у виданих пізніше гербовниках. Підкреслимо також, що ідентичність прізвища не обов'язково означає приналежність до певного гербового роду. Приналежність таку можна безперечно визначити тільки через генеалогічне дослідження.
Найчисленніший список родів даного гербу створив Тадеуш Гайль у своєму Гербовнику польському. Вадою цієї розробки є переважно некритичний підхід до менш надійних джерел.
Бацевичі (Bacewicz), Берковські (Berkowski).
Веліцькі (Wielicki), Влосцеєвські (Włościejewski), Влосцейовські (Włościejowski), Воляновські (Wolanowski), Всоловські (Wsołowski), Вшоловські (Wszołowski). 
Гавронські (Gawroński), Галенські (Gałęski), Гаффрони (Gaffron), Германи (Herman), Гловчинські (Głowczyński), Глуховські (Głuchowski), Гняздовські (Gniazdowski), Голіани (Golian), Голуби (Hołub), Голянки (Golanka), Грабовці (Грабовець) (Grabowiec), Грабовські (Grabowski), Грабські (Grabski), Гуровські (Gurowski).  
Далешинські (Daleszyński), Дзберовські (Dzberowski), Дзекчинські (Dziekczyński), Дзелечинські (Dzieleczyński), Дзелешинські (Dzieleszyński), Дзешульські (Dzieszulski), Дзякевичі (Дякевичі) (Dziakiewivz), Дзяковичі (Дяковичі) (Dziakowicz), Добеєвські (Dobiejewski), Добейовські (Dobiejowski), Добкевичі (Dobkiewicz), Дрожевські (Drożewski), Дрожовські (Drożowski), Дрошевські (Droszewski), Друви (Druw), Друффи (Druff).
Жеґновські (Ржегновські) (Rzegnowski), Жегоцькі (Ржегоцькі) (Rzegocki), Жешотарські (Ржешотарські, Решотарські) (Rzeszotarski).
Заглоби (Zagłoba), Загроби (Zagroba), Зберковські (Zberkowski), Зуйлларди (Zuillard).
Івани (Iwan). 
Карманські (Karmański), Карменські (Karmieński), Кармінські (Karmiński), Карховські (Karchowski), Каршановські (Karszanowski), Качановські (Kaczanowski), Кембляни (Kemblan, Kęblan), Косцінські (Kościński), Котовецькі (Kotowiecki), Кухарські (Kucharski).
Лехон (Lechon), Лехонь (Lechoń), Лібек (Libek), Лібеко (Libeko), Людзіславські (Ludzisławski), Людславські (Ludsławski), Лютенські (Luteński), Лютинські (Lutyński), Люценські (Lucieński), Люцінські (Luciński).
Меленські (Mieleński), Мелінські (Mieliński), Мельонські (Mieloński), Мисленцькі (Myślęcki), Мислецькі (Myślecki), Міленські (Mileński), Мілінські (Miliński), Мравінські (Mrawiński). Мровінські (Mrowiński). 
Налевські (Nalewski), Налеські (Naleski).
Пасікони (Pasikon), Пельчі (Pelcz), Плуховські (Płuchowski), Погоржельські (Погожельські) (Pogorzelski), Претвичі (Pretwicz), Претвіци (Pretwitz), Претфичі (Pretficz), Притвичі (Prytwicz), П'ясецькі (Piasecki).
Румевські (Rumiewski), Румеєвські (Rumiejewski), Румейовські (Rumiejowski), Руменевські (Rumieniewski), Руневські (Runiewski).
Сековські (Siekowski), Сетлевські (Setlewski), Скорачевські (Skoraczewski), Солецькі (Solecki), .
Тлуховські (Tłuchowski), Туміграли (Tumigrała), Тшецькі (Тжецькі, Тржецькі) (Trzecki). 
Фіґлери (Figler), Фоґлари (Фоґляри) (Foglar), Фоґлери (Fogler). 
Хвалковські (Chwałkowski), Хелковські (Chełkowski), Хелховські (Chełchowski), Хилковські (Chyłkowski), Хоментовські (Chomętowski, Chomentowski), Худзинські (Chudziński), Худзицькі (Chudzicki).
Цейми (Ceyma), Цеми (фон Цемени, Чеми) (Cema, von Zehmen, Czema).
Шетлевські (Szetlewski), Шоловські (Szołowski), Шоманські (Szomański), Шуцькі (Szucki).
Яблковські (Jabłkowski). 

### Відомі представники герба
- Бернард Претвич (бл. 1500-1563), ротмістр королівський, староста уляновський, барський (1540-1552) і теребовлянський (1552-1561), брав участь у боях проти татар.
- Якуб Претвич, воєвода подільський (1607—1613 рр.), брав участь у боях проти Наливайка і татар.
- Ахаці Цема (бл. 1485-1565), воєвода мальборкський (1526-1565), каштелян гданський з 1531 року.
- Ахаці Цема (†1576), поморський воєвода (1566—1576 рр.), син попереднього.
- Фабіан Цема (бл. 1580-1580), барон Священної Римської імперії (титул наданий в 1576 імператором Максиміліаном II), воєвода мальборкський (1566—1580), молодший брат воєводи мальборксьского Ахація Цеми.
- Фабіан Цема (1539 чи 1540-1605), барон Священної Римської імперії (титул наданий в 1576 імператором Максиміліаном II), воєвода мальборкський (1581—1605 рр.), племінник попереднього, син воєводи мальборкського Ахація Цеми.
- Фабіан Цема (1575-1636), підкоморій мальборкський (1620-1626), каштелян хелмінський (1626-1636), староста штумський, син попереднього.
- Едвард Зенон Грабський (1883—1951), суспільно-політичний діяч II речі Посполитої.
- Адам Гуровський (1805-1866), граф, публіцист, політичний діяч періоду листопадового повстання і Великої Еміграції.
- Ігнацій Венцель Мечислав Гуровський (1812-1887), граф, повстанець листопадовий, завдяки шлюбу в 1841 році з іспанською інфантою Ізабеллою де Бурбон (1821-1897) (внучка іспанського короля Карлоса IV) отримав титул гранда Іспанії.
- Мельхіор Гуровський (?1660-1703), каштелян мендзижецький (1689-1694), гнєзненський (1696-1697), познанський (1697-1700).
- Мельхіор Єронім Гуровський (1686-1756), каштелян гнєзненський (1738-1748), каліський (1748-1749) і познанський (1749-1756), син попереднього.
- Рафал Кшиштоф Гуровський (1716-1797), каштелян пшементський (1764-1782), гнєзненський (1782-1786), каліський (1786-1790) і останній каштелян познанський (1790-1795), син попереднього.
- Владислав Рох Гуровський (1717-1790), писар великий коронний (1764-1768), маршалок надвірний литовський (1768-1781), маршалок великий литовський (1781-1790), брат попереднього.
- Август Ян Хелковський (1927-1999), ректор Сілезького Університету (1981-1982), сенатор I, II, III і IV скликань (1989—1999 рр.), маршалок Сенату Речі Посполитої II скликання (1991-1993).

## Літературні герої
- Ян Заглоба — герой циклу романів Генрика Сенкевича «Вогнем і мечем», «Потоп» і Пан Володиєвський.